# Grace Cadell

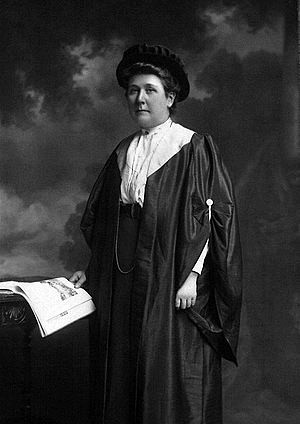
Grace Cadell, 1891

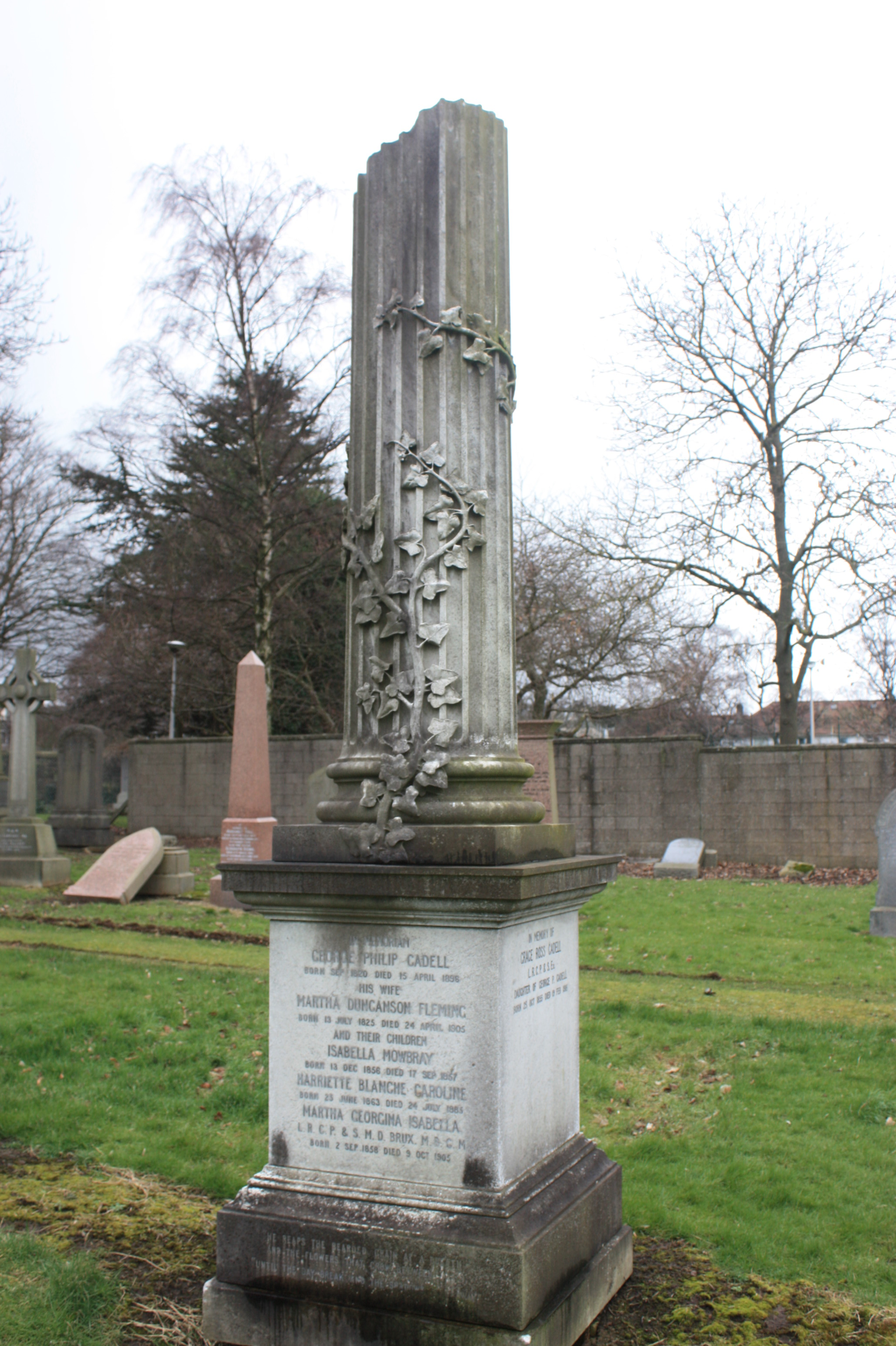
Grab der Familie Cadell, Morningside Cemetery, Edinburgh

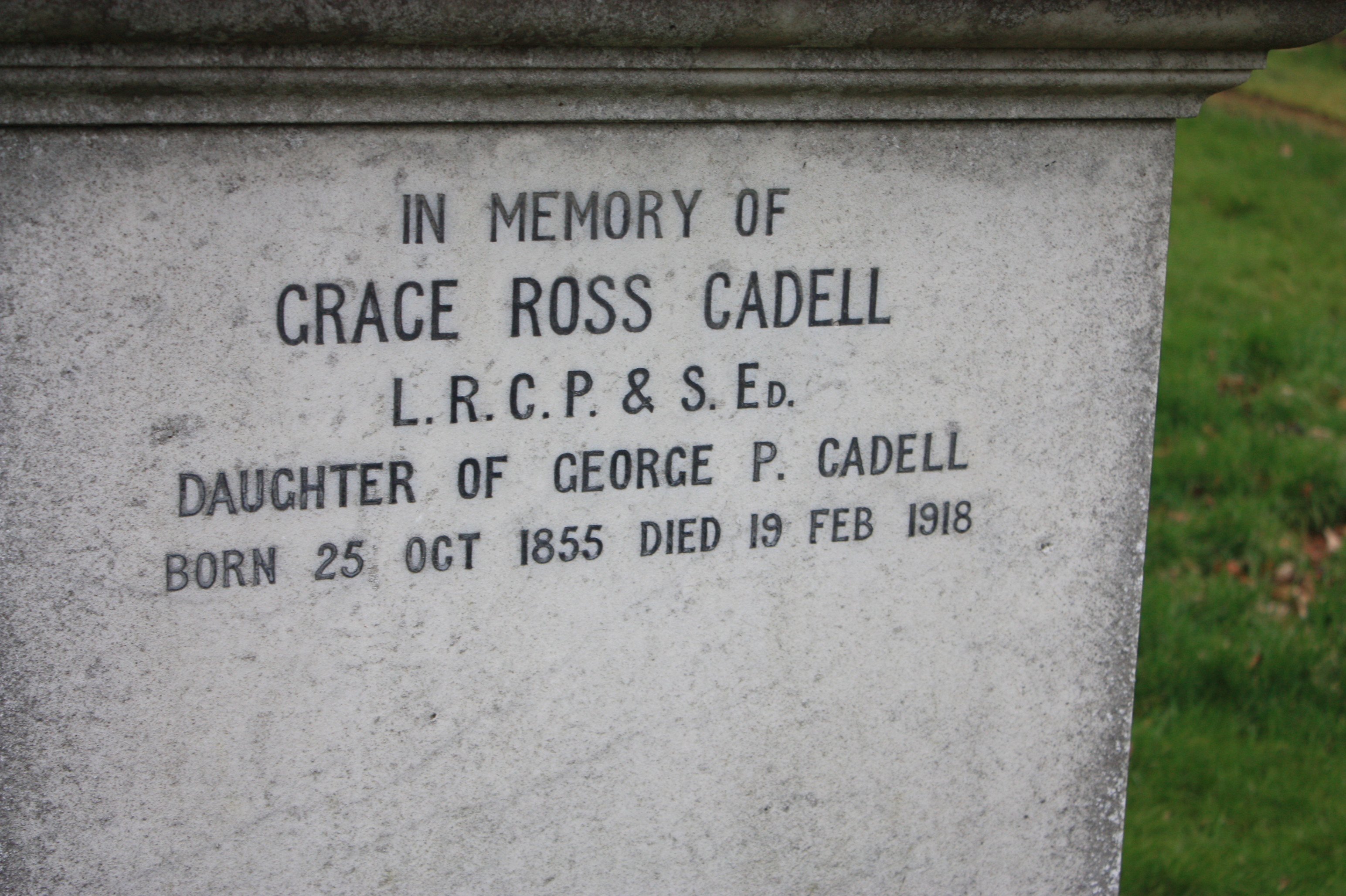
Inschrift Grace Cadell, Grab der Familie Cadell, Morningside Cemetery, Edinburgh

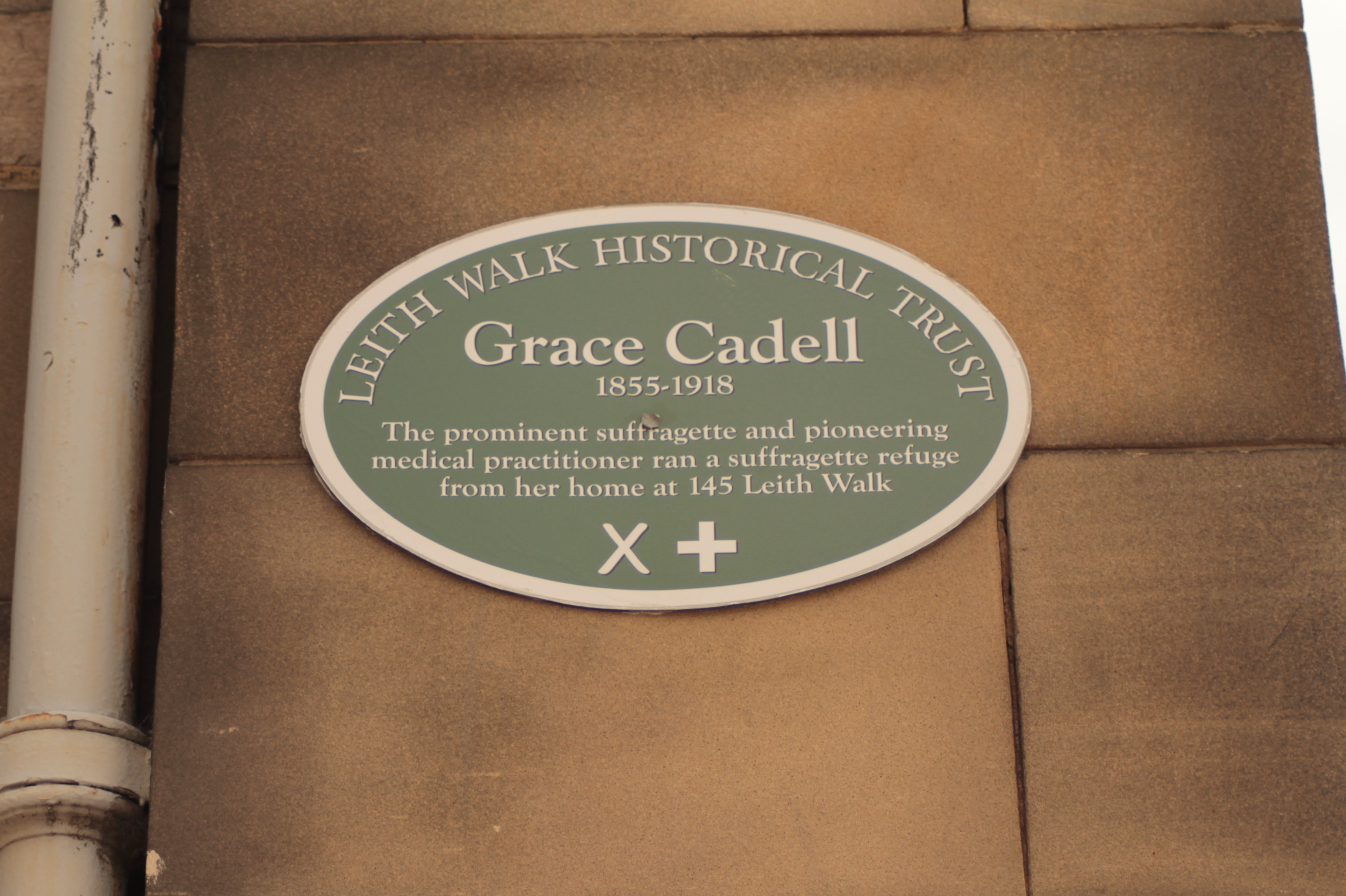
Gedenktafel für Grace Cadell am Leith Walk

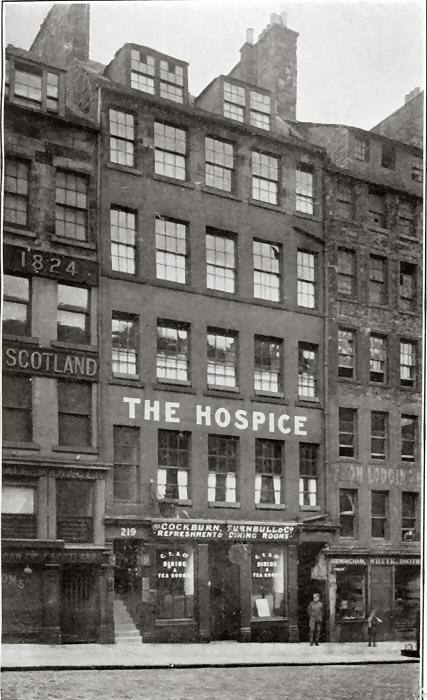
Das Hospiz auf Edinburghs Royal Mile

Grace Ross Cadell (* 25. Oktober 1855 in Bo’ness, West Lothian; † 19. Februar 1918 in Yetts of Muckhart, Clackmannanshire) war eine schottisch-britische Ärztin und Suffragette. Zusammen mit Elsie Inglis gehörte sie zu den ersten Studentinnen der Edinburgh School of Medicine for Women und des Edinburgh College of Medicine for Women. Ihre Karriere als Ärztin und Chirurgin widmete sie hauptsächlich der Pflege von Frauen und Kindern. Sie wurde zu einer aktiven Suffragette und war bekannt für ihre öffentlichen Auftritte im Kampf für das Frauenwahlrecht. Sie spielte eine wichtige Rolle bei der medizinischen Versorgung und Zuflucht für ihre Mitstreiterinnen, von denen einige nach einer Zwangsernährung im Gefängnis direkt in ihre Obhut entlassen wurden. Ihr Haus wurde als Zufluchtsort für Suffragetten bekannt.

## Leben
Cadell wurde als älteste von vier Töchtern von George Philip Cadell of Carriden auf Carriden House, der Leiter des örtlichen Kohlewerks war, und seiner Frau Martina Duncanson Fleming.
Zusammen mit ihrer Schwester Martha Georgina Cadell gehörte sie 1887 zu den ersten Studentinnen der Edinburgh School of Medicine for Women, die 1886 von Sophia Jex-Blake gegründet worden war. Die Vorlesungen fanden in den Räumlichkeiten der Schule am Surgeons’ Square statt, der klinische Unterricht im Leith Hospital. Jex-Blake galt bei ihren Studenten als strenge Disziplinärin, und ihre Regeln sahen vor, dass die Studenten das Leith Hospital bis 17 Uhr verlassen mussten. Am 8. Juni 1888 blieben Grace und Martha Cadell zusammen mit Elizabeth Christie und Ida Balfour nach dieser Zeit im Krankenhaus, um einen Patienten mit einer Kopfverletzung zu versorgen. Als Jex-Blake von diesem Verstoß gegen ihre Regeln erfuhr, schloss sie Grace und Martha Cadell von der Schule aus.
Daraufhin reichten die Schwestern eine Schadensersatzklage gegen Jex-Blake und die Schule ein. Die Schwestern verlangten 500 Pfund Schadenersatz, und das Gericht entschied zu ihren Gunsten und sprach im Juli 1890 jeder Schwester 50 Pfund Schadenersatz zu. Die daraus resultierende Publicity war ein schwerer Rückschlag für Jex-Blake und ihre Schule. Elsie Inglis, eine Mitschülerin, war mit dem Umgang mit der Affäre unzufrieden und verließ die Schule 1889. Mit Hilfe ihres Vaters John Inglis, der sich für die medizinische Ausbildung von Frauen einsetzte, gründete sie in der Chambers Street das Edinburgh College of Medicine for Women. Inglis und die Cadell-Schwestern wurden Studentinnen an diesem College. Die Cadell-Schwestern erzielten gute akademische Leistungen, wobei Martha die Medaille für Hebammenkunde und Grace die Medaille für medizinische Rechtswissenschaft gewann.
Grace Cadell qualifizierte sich 1891, nachdem sie die Prüfungen für die „Dreifachqualifikation“ LRCPE (Royal College of Surgeons of Edinburgh), LRCSE (Royal College of Physicians of Edinburgh) und LFPSG (Faculty of Physicians and Surgeons of Glasgow) bestanden hatte. Diese Qualifikation, abgekürzt LRCP&SEd, war von den drei schottischen Medical Royal Colleges gemeinsam eingeführt worden, um denjenigen, die nicht an einer Universität studieren konnten, die Möglichkeit zu geben, Prüfungen abzulegen, die denen von Universitätsstudenten gleichwertig waren. Dies ermöglichte ihr die Eintragung in das Medizinische Register und erlaubte ihr, als Ärztin zu praktizieren. Erst 1894 erhielten Frauen an einer schottischen Universität einen Abschluss in Medizin.
Jex-Blake hatte das Edinburgh Hospital for Women and Children im Stadtteil Bruntsfield gegründet, das später zum Bruntsfield Hospital wurde. Das Personal dieses Krankenhauses bestand ausschließlich aus Frauen, und die frisch ausgebildete Cadell wurde zur Assistenzärztin in der Chirurgie ernannt. Als Inglis 1899 den Medical Women's Club gründete, dessen Hauptziel es war, ein Krankenhaus für Frauen zu errichten, war Cadell ein prominentes Mitglied des Clubs und gehörte später dem medizinischen Ausschuss des Krankenhauses an, das am George Square eröffnet wurde. 1904 wurde sie Mitarbeiterin von The Hospice an der Royal Mile ein, einem Krankenhaus für Frauen und Kinder, das von Elsie Inglis gegründet worden war. Sie spezialisierte sich auf Geburtshilfe und Gynäkologie und übernahm 1911 die Leitung der gesamten Klinik. Später wurde sie Assistenzärztin am New Hospital for Women in London.
Cadell eine aktive Suffragette, 1907 war sie Präsidentin des Leith-Zweiges der Women’s Social and Political Union (WSPU), bevor sie sich der neu gegründeten Women’s Freedom League (WFL) anschloss. Am 9. Oktober 1909 gehörte Cadell zu den zahlreichen Suffragetten, die in Edinburgh an der Demonstration für das Frauenwahlrecht teilnahmen, die als „Gude Cause“ bezeichnet wurde. 1912 wurden ihre Möbel beschlagnahmt und öffentlich im Mercat Cross auf der Royal Mile verkauft, weil sie sich aus Protest geweigert hatte, Steuern zu zahlen. Cadell verwandelte den Verkauf in eine Wahlrechtsversammlung. In einem weiteren Akt der Rebellion weigerte sich Cadell, die Versicherungskarten ihrer fünf Bediensteten abzustempeln, und wurde vor dem Glasgower High Court zu einer Geldstrafe von 50 Pfund verurteilt. Cadell bezahlte in einer weiteren Trotzreaktion ihre Geldstrafe mit einem Sack voller Kupfermünzen.
Als die Proteste der Suffragetten ab 1913/1914 auch in Schottland gewalttätiger wurden und zu Gefängnisstrafen und Hungerstreiks führten, wurde sie medizinische Beraterin der Hungerstreikenden im Gefängnis. Das bedeutete insbesondere, dass Gefangene, die nach dem sogenannten Cat and Mouse Act zur Regeneration temporär entlassen wurden, weil sie gesundheitlich durch Hungerstreik oder Zwangsernährung angegriffen waren, in ihre persönliche Obhut entlassen wurden, um sich zu erholen. Darunter waren unter anderem Ethel Moorhead, nachdem sie im Calton Gaol zwangsernährt worden war, ebenso wie Edith Hudson oder Arabella Scott. Ihr Haus in 145 Leith Walk, das heute nicht mehr steht, wurde dadurch ein Zufluchtsort für Suffragetten.
Im Juli 1914 wohnte sie dem Prozess gegen Maude Edwards bei, die angeklagt war, das Porträt von König Georg V. in der Royal Scottish Academy zerschnitten zu haben. Edwards wurde für schuldig befunden und zu einer dreimonatigen Haftstrafe im Gefängnis von Perth verurteilt, da Perth für Solidaritätsproteste schwieriger zu besuchen war. Cadell wurde während des Prozesses von drei Polizisten gewaltsam entfernt, weil sie eine Schlägerei verursacht hatte, wurde aber nicht verhaftet.
Cadell heiratete nie, adoptierte aber während des Ersten Weltkriegs vier Kinder, Grace Emmeline Cadell, Margaret Frances Clare Sydney, George Bell und Maurice Philip Shaw. Sie starb am 19. Februar 1918 in Mosspark House in Yetts of Muckhart und wurde im Familiengrab auf dem Morningside Cemetery beigesetzt.
In ihrem Testament hinterließ sie mehr als 50.000 Pfund plus Immobilien und bewegliches Vermögen, eine für die damalige Zeit beträchtliche Summe. Dieses Vermögen ging zum Teil an wohltätige Zwecke, an die übrige Familie und zum Teil an ihre vier Adoptivkinder. Grace Emmeline wurde eindeutig nach Emmeline Pankhurst benannt und vermutlich als Neugeborenes von einem jungen Mädchen aus dem Magdalenenheim in Edinburgh adoptiert. Die anderen drei (älteren) Kinder stammten vermutlich aus dem Dean Orphanage im Westen der Stadt. Das Testament sah für alle 150 Pfund pro Jahr für den Rest ihres Lebens vor, etwa das Vier- oder Fünffache des durchschnittlichen Jahresgehalts zu jener Zeit.
Im Jahr 2009 wurde der Verkauf der Möbel von Schauspielern der Citadel Arts Group nachgestellt, um für ihr Theaterstück What Women Want zu werben, das die Ereignisse um das Frauenwahlrecht in Schottland darstellte und die Geschichte von Grace Cadell enthielt.
2022 brachte der Leith Walk Historical Trust eine Gedenktafel in der Nähe des Standorts ihres Hauses auf dem Leith Walk an.